# 第41回先進国首脳会議
第41回先進国首脳会議（だい41かいせんしんこくしゅのうかいぎ、英: 41st G7 summit）とは2015年6月7日 - 8日にかけてドイツのクリュンで開催されたG7（先進7ヶ国）の国際会議である。

## 開催地

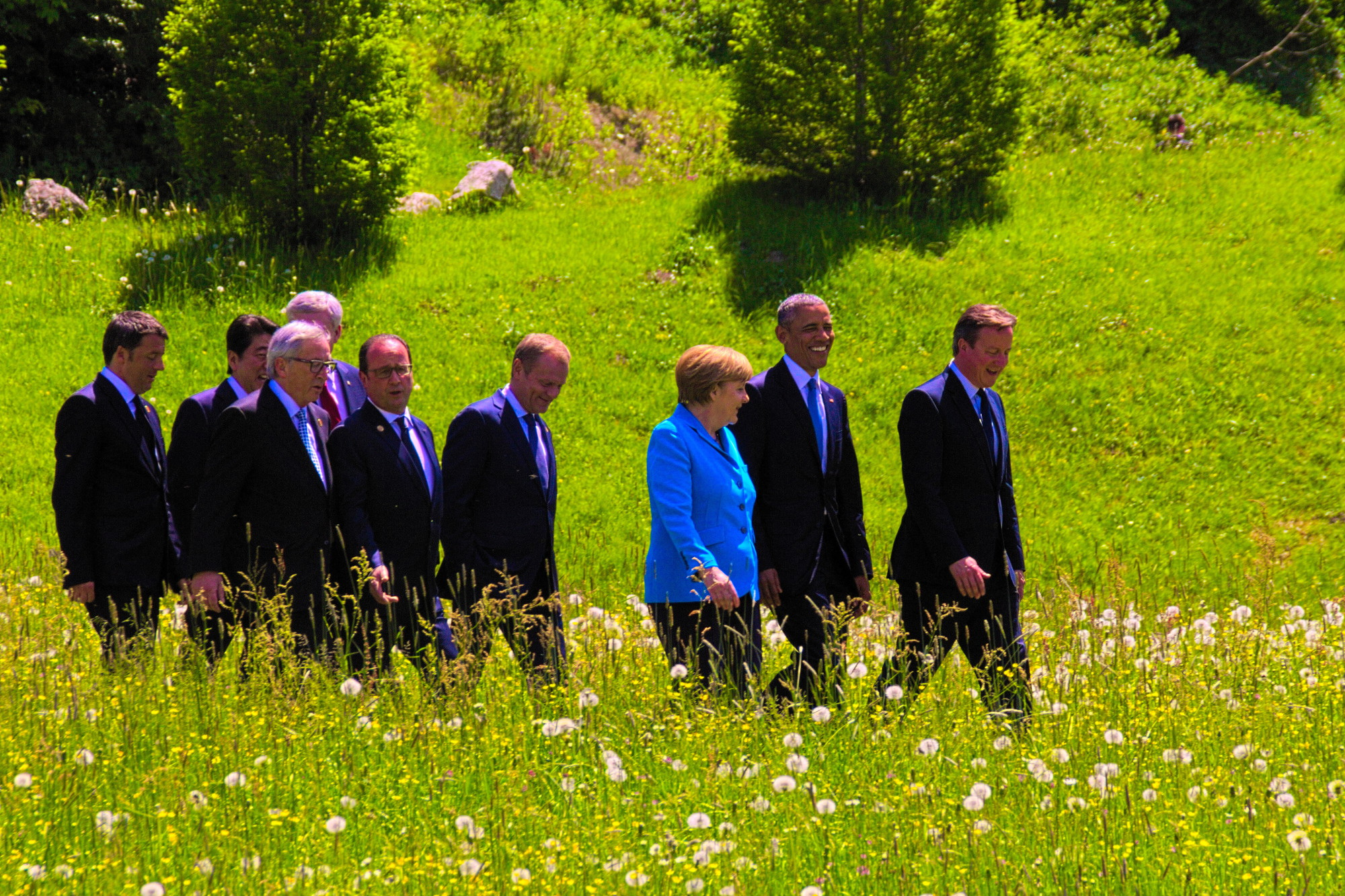
サミットの様子

ドイツ南部のバイエルン州にあるホテル、エルマウ城で行われた。